# John Lee Pratt
John Lee Pratt (* 22. Oktober 1878 in King George County, Virginia; † 22. Dezember 1975 in Stafford Country, Virginia) war ein US-amerikanischer Manager, Kunstmäzen und Kunstsammler.

## Leben
Pratt studierte an der University of Virginia Chemie. Nach seinem Studium arbeitete er in den Jahren vor dem Ersten Weltkrieg beim US-amerikanischen Unternehmen DuPont Company. Nach dem Ersten Weltkrieg wechselte er 1919 zum Unternehmen General Motors Corporation (GM), das 1908 von William Durant gegründet worden war. Bei GM stieg er in die Führungsetage auf und war von den 1920ern bis 1968 im Vorstand des Konzerns.
Pratt erwarb das Chatham Manor in Stafford County, Virginia, das er als Nachlass dem National Park Service der Vereinigten Staaten überließ.  1947 erhielt das Virginia Museum of Fine Arts die Kunstsammlung, die er mit seiner Ehefrau Lillian erworben hatte, als diese 1947 verstarb. Zu dieser Sammlung gehörten unter anderem fünf Fabergé-Eier.